# Empereurs, Baie des
Empereurs, Baie des är en vik i Antarktis. Den ligger i Östantarktis. Frankrike gör anspråk på området.